# Auftragshersteller

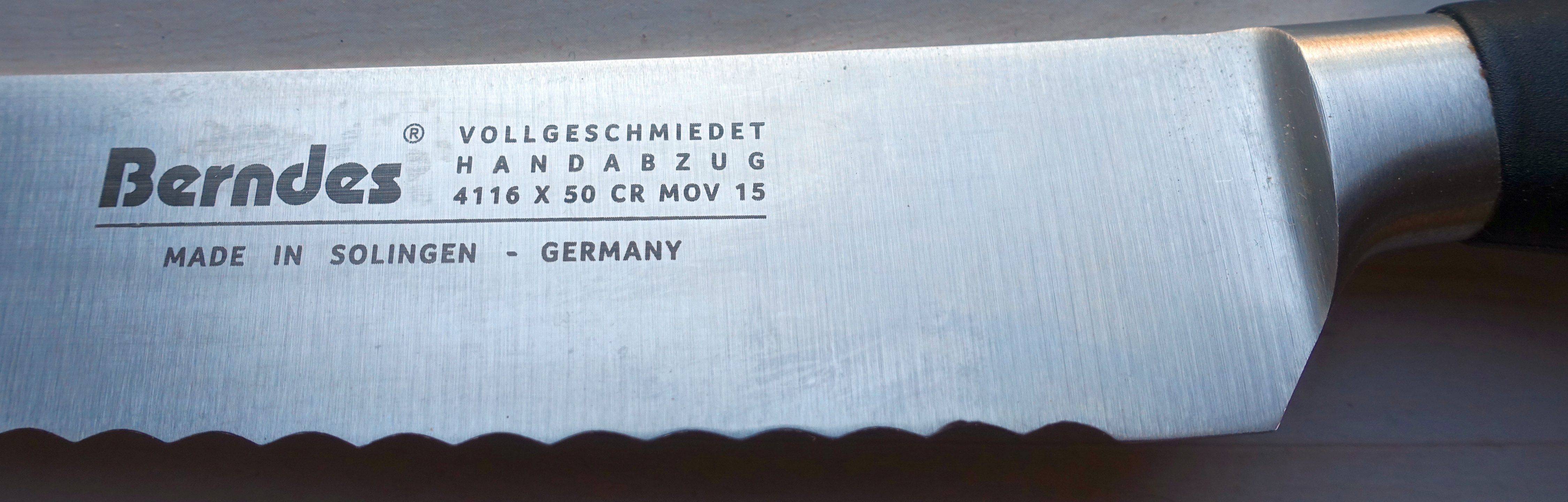
Beispiel für Auftragsfertigung: Ein auf Kochtöpfe spezialisiertes, nicht in Solingen ansässiges Unternehmen stellt Messer nicht selbst her, sondern lässt sie von einem Fertigungsbetrieb zuliefern und mit dem eigenen Logo versehen

Auftragshersteller, Auftragsfertiger oder Auftragsproduzenten sind Industrieunternehmen, die Produkte serienmäßig im Auftrag und auf Rechnung von Markenwareherstellern produzieren, ohne dem Käufer gegenüber als Hersteller in Erscheinung zu treten. Der Vorteil ist die Anonymität des produzierenden Unternehmens, der Nachteil die fehlende Möglichkeit, dem produzierenden Unternehmen ein Image zu geben. Sie sind jedoch von der verlängerten Werkbank abzugrenzen, da dies als eine Auslagerung gewisser vor- oder nachgelagerter Arbeiten an einem Produkt aus der Produktion definiert wird.
Bekannte Auftragsfertiger sind beispielsweise Foxconn oder Flextronics, die in der Lieferkette eines Smartphones für die Fertigung zuständig sind, während Unternehmen wie Apple für Marketing und Forschung und Entwicklung zuständig sind.
Die Übertragung der Herstellung von Markenprodukten ist von überragender Bedeutung für die Computerbranche (Originalgerätehersteller), aber auch in vielen anderen Industriezweigen haben sich Unternehmen als Auftragshersteller spezialisiert, zum Beispiel in der pharmazeutischen Industrie, der Kosmetikindustrie und auf dem Gebiet der Lebensmittelproduktion (Handelsmarken).